# Lomographa mimetes
Lomographa mimetes är en fjärilsart som beskrevs av Eugen Wehrli 1932. Lomographa mimetes ingår i släktet Lomographa och familjen mätare. Inga underarter finns listade i Catalogue of Life.